# Волкман, Эйжа
Э́йжа Во́лкман (англ. Aja Volkman; 4 марта 1980, Юджин, Орегон, США) — американская певица, автор песен, клавишница и гитаристка, наиболее известная как вокалистка музыкальной инди-рок группы Nico Vega. Она также выпустила мини-альбом «Egyptian» в качестве дуэта Egyptian с её мужем Дэном Рейнольдсом (из Imagine Dragons).

## Личная жизнь
Волкман — дочь Джеймса Волкмана и художницы Роджины Манас. 5 марта 2011 года она вышла замуж за солиста Imagine Dragons, Дэна Рейнольдса. У них есть три дочери: Эрроу Ив (родилась 8 августа 2012 года) и близнецы Коко Рей и Джиа Джеймс (родились 30 марта 2017 года). 26 апреля 2018 года Рейнольдс объявил, что после семи лет совместной жизни он и Волкман разводятся (недоступная ссылка). Однако пара так и не разошлась, проработав свои отношения Айжа и Дэн все ещё вместе и воспитывают 4 детей, в 2019 году у них родился сын.

## Карьера

### Nico Vega (с 2005 года)
Волкман подошла к Майклу Пенья после сольного выступления в 2005 году. Хотя Пенья позже покинул группу ради актёрской карьеры, Даниэль Эпанд (ударник) присоединился к ней, и это сформировало основную структуру Nico Vega в 2007 году. Группа выпустила серию мини-альбомов. Они подписали контракт с ныне несуществующей MySpace Records. Два года спустя группа выпустила свой дебютный одноимённый альбом. Три трека альбома были спродюсированы Линдой Перри (P!nk, Кристина Агилера, Гвен Стефани), а остальные были спродюсированы Тимом Эдгаром. Альбом был смиксован Чадом Блейк (The Black Keys, Шерил Кроу). В том же году Nico Vega выступили на «Последнем звонке с Карсоном Дейли», а затем гастролировали в течение следующих двух лет. Они много гастролировали с артистами, в том числе с Гэвином Россдэйлом (из Bush), Manic Street Preachers, Imagine Dragons, She Wants Revenge и Blondie. Они также открывали один из концертов No Doubt. За это время группа подписала контракт с Five Seven Music. Сингл «Beast» получил популярность в 2013 году через BioShock Infinite, в результате чего состоялось более пяти миллионов загрузок и стримов.
Второй альбом, «Lead To Light», вышел 22 июля 2014 года и был выпущен Дэном Рейнольдсом (Imagine Dragons, X Ambassadors), Тони Хоффером (Бек, Фитц и the Tantrums) и Тимом Эдгара (Nico Vega). Сингл «I Believe (Get Over Yourself)» был написан в соавторстве с мужем Эйжи Дэном Рейнольдсом. Трек «Lightning» был написан совместно с Адамом Брейвином и Джастином Уорфилдом из рок-группы She Wants Revenge.

### Egyptian (с 2010 года)
Приглашенный для открытия концерта Nico Vega, Рейнольдс познакомился с Волкман в 2010 году. Он пригласил её помочь ему закончить некоторые демоверсии, над которыми он работал (недоступная ссылка). Они начали совместный процесс, который они назвали Egyptian. Они записали и выпустили мини-альбом в цифровой форме.
Они выступили с этим материалом однажды на M Resort в Лас-Вегасе.

### Сольная карьера (с 2015 года)
В 2015 году Рейнольдс упомянул, что Волкман работает над сольным проектом (недоступная ссылка). Альбом «Sandy» был выпущен 19 мая 2017 года с ведущим синглом «My Man». В записи альбома также приняли участие Джошуа Джеймс и продюсер Тим Эдгар (Nico Vega, Imagine Dragons).

## Дискография

### Nico Vega
- Nico Vega (2009)[19]
- Lead To Light (2014)[20]

### Egyptian
- Egyptian (2011)[16]

### Сольно
- Sandy (2017)[21] (недоступная ссылка)

### Другое
- «Our Demons feat. Aja Volkman» — The Glitch Mob (2014)[22]
- «I Need My Memory Back feat. Aja Volkman» — The Glitch Mob (2014)[22][23]